# August Glück
August Glück (* 12. Juli 1852 in Medard (Glan); † 19. März 1914 in Offenbach am Main) war ein deutscher Musiklehrer, Pianist, Organist und Komponist.

## Leben und Werk
August Glück wurde als ältester von fünf Söhnen im pfälzischen Medard geboren. Er selbst berichtete seinem Verleger, dass er schon als 12-Jähriger im elterlichen Haus wöchentlich Mitglied im Quartett war, das „leichtere Werke von Haydn und Mozart einübte. Den ersten Klavierunterricht ertheilten mir die Eltern. Im Violinspiel unterrichtete mich Konzertmeister Höfl und in der Theorie und Komposition der Organist Rudolph Löw.“
Als Schulabgänger verbrachte der Junge ein Jahr am Neuenburgersee. Danach wurde er von seinem Vater an das Conservatorium der Musik in Leipzig gesandt, wo er von Ferdinand David und Moritz Hauptmann unterrichtet wurde.
Nach seinem Studium am Königlichen Kirchen-Musik-Institut in Berlin (1869–1872) begann Glück seine berufliche Laufbahn als Dirigent, Musiklehrer und Organist in der Schweiz. 1882 wurde er Vereinsdirektor in Biel. Weitere Stationen lagen in St. Gallen, Winterthur und Schaffhausen. Ab 1886 war er wieder in Deutschland. In Frankfurt am Main trat er die Nachfolge von Ludwig Gellert (1827–1913) als Chorleiter des Liederkranzes an, die er bis 1907 ausübte und dann von Frank Limbert (1866–1938) abgelöst wurde.
Ab 1888 unterrichtete Glück an dem zehn Jahre zuvor eröffneten Hoch’schen Konservatorium im Fach Klavier. Weitere Verpflichtungen und Engagements waren:
- seine Berufung zum Sängerchor-Dirigenten des Offenbacher Turnvereins (1895–1914, sein Nachfolger wurde Ferdinand Bischof (1872–)),
- ab 1901 bis zu seinem Tod Organistentätigkeit an der Orgel der Dreikönigskirche in Frankfurt-Sachsenhausen, hier wurde Eduard Gelbart 1915 sein Nachfolger,
- bereits vor 1903 übernahm Glück die Leitung der Offenbacher Musikschule und beim „Zweiten Gesangwettstreit“ deutscher Männergesangsvereine in Koblenz erhielten „[unsere Sänger] das Prädikat ‚glockenrein‘, nach den Chören Siegesgesang nach der Varusschlacht und Hymne an den Gesang unter der Leitung des Dirigenten und Musikdirektors August Glück.“[3]
- Mitglied der Redaktion der Schweizerischen Musikzeitung in Zürich (1879–1890), gemeinsam mit Gustav Weber, Arnold Niggli (1843–1927) und Karl Nef[4]: S. 2

1895 wurde Glück zum Königlichen Musikdirektor ernannt. Daneben verfasste Glück zahlreiche Schriften über die Organisation des zeitgenössischen Musikwesens und trat für die Besserstellung von Berufsmusikern ein.: S. 19–140

## Werke (Auswahl)

### Lieder
(Quelle: )
- - An ein schönes Mädchen, op. 10 (Sechs Lieder für 1 Singstimme mit Pianoforte) no. 2 (Text: Nikolaus Lenau)
  - Botschaft, op. 11 (Sechs Lieder für 1 hohe Alt- (oder Baryton-) Stimme mit Pianofortebegleitung) no. 5 (Text: Emanuel von Geibel)
  - Der traurige Wandersmann, op. 10 (Sechs Lieder für 1 Singstimme mit Pianoforte) no. 3 (Text: Julius Karl Reinhold Sturm)
  - Frühlingsahnung, op. 6 (Sechs Duette für Sopran und Alt mit Pianoforte) no. 1 (Text: Georg Scheurlin)
  - Grüss Gott, du lieber Frühlingswind, op. 6 (Sechs Duette für Sopran und Alt mit Pianoforte) no. 3 (Text: Oscar von Redwitz-Schmölz)
  - Ich fühle deinen Odem, op. 11 (Sechs Lieder für 1 hohe Alt- (oder Baryton-) Stimme mit Pianofortebegleitung) no. 1 (Text: Friedrich Martin von Bodenstedt nach Mirzə Şəfi Vazeh)
  - Im Kahne, op. 10 (Sechs Lieder für 1 Singstimme mit Pianoforte) no. 5 (Text: Julius Karl Reinhold Sturm)
  - In meinem Garten die Nelken, op. 11 (Sechs Lieder für 1 hohe Alt- (oder Baryton-) Stimme mit Pianofortebegleitung) no. 3 (Text: Emanuel von Geibel)
  - Liebesfriede, op. 10 (Sechs Lieder für 1 Singstimme mit Pianoforte) no. 6 (Text: Ludwig Pfau)
  - Liebster! nur dich seh'n, dich hören, op. 11 (Sechs Lieder für 1 hohe Alt- (oder Baryton-) Stimme mit Pianofortebegleitung) no. 6 (Text: Friedrich Rückert)
  - Lied, op. 10 (Sechs Lieder für 1 Singstimme mit Pianoforte) no. 4 (Text: Julius Karl Reinhold Sturm)
  - Lilien und Rosen, op. 6 (Sechs Duette für Sopran und Alt mit Pianoforte) no. 5 (Text: Friedrich Güll)
  - Maifeier, op. 6 (Sechs Duette für Sopran und Alt mit Pianoforte) no. 6 (Text: August Heinrich Hoffmann von Fallersleben)
  - März, op. 6 (Sechs Duette für Sopran und Alt mit Pianoforte) no. 2 (Text: Johann Wolfgang von Goethe)
  - Mein Herz ist wie die dunkle Nacht, op. 11 (Sechs Lieder für 1 hohe Alt- (oder Baryton-) Stimme mit Pianofortebegleitung) no. 2 (Text: Emanuel von Geibel)
  - Nachtlied, op. 6 (Sechs Duette für Sopran und Alt mit Pianoforte) no. 4 (Text: Johann Wolfgang von Goethe)
  - Nicht mit Engeln im blauen Himmelszelt, op. 11 (Sechs Lieder für 1 hohe Alt- (oder Baryton-) Stimme mit Pianofortebegleitung) no. 4 (Text: Friedrich Martin von Bodenstedt nach Mirzə Şəfi Vazeh)
  - Stille Genügsamkeit, op. 10 (Sechs Lieder für 1 Singstimme mit Pianoforte) no. 1 (Text: August Heinrich Hoffmann von Fallersleben)

### Literarische Arbeiten
- - Zur Reform der Statuten und des Reglements des eidg. Sängervereins. In: Schweizerische Musikzeitung und Sängerblatt, XXVI. Jahrg., Zürich 1886, S. 177–178, 185–187 und 193–196.
  - Das 18. eidgenössische Sängerfest in St. Gallen, 10.–12. Juli 1886. In: Schweizerische Musikzeitung und Sängerblatt. XXVI. Jahrg., Zürich 1886, S. 117–119, 125–127.
  - Was brausest du, mein junges Blut? Autor: A. Burckhardt, 1882. In: Schweizerische Musikzeitung und Sängerblatt. XXXVIII. Jahrg., Zürich 1898, S. 239–240, 247–248, 255–256.
  - Das Studium grösserer Chorwerke in Gesangvereinen. In: Schweizerische Musikzeitung und Sängerblatt. XXXVIII. Jahrg., Zürich 1898, S. 9–10, 17–18.
  - Stimmbildungs-Uebungen in den Männer-Gesangvereinen. In: Schweizerische Musikzeitung und Sängerblatt. XXVI. Jahrg., Zürich 1886, S. 23–25ff.
  - Ueber Schul- und Chorgesang. In: Schweizerische Musikzeitung und Sängerblatt. XXII. Jahrg., Zürich 1882, S. 9–11, 17–19, 25–27, 33–35, 41–43.
  - Der Musiktheorie-Unterricht an Gymnasien und ähnlichen höhern Lehranstalten. In: Schweiz. Musikzeitung und Sängerblatt. XXV. Jahrg., Zürich 1885, S. 101–102ff.
  - Stimmbildungs-Uebungen in den Männergesangvereinen. (Theorie, Uebungen u. Erläuterungen, nebst Anhang über Vokale und Consonanten.) Gebr. Hug (Cat. 1890), Zürich.
  - Neue theoretische Werke über Gesang und Gesangunterricht. In: Schweiz. Musikzeitung und Sängerblatt. XXVIII Jahrg., Zürich 1888, S. 139–140 ff.
  - Die Entrichtung von Tantièmen bei Musik-Aufführungen in der Schweiz. In: Schweiz. Musikzeitung und Sängerblatt, XXIX. Jahrg. Zürich 1889, S. 27–29, 35–38.
  - Der rechtliche Schutz des geistigen (literarischen und künstlerischen) Eigenthums in der Schweiz bezüglich der Herstellung sogenannter «Festhefte». [Betr. musikal. Werke.] In: Schweiz. Musikzeitung u. Sängerblatt. XXVIII. Jahrg., Zürich 1888, S. 83–84, 91–92, 99–100.